# Hani Hanjour
Hani Saleh Hasan Hanjour (em árabe: هاني صالح حسن حنجور, Hānī Ṣāliḥ Ḥasan Ḥanjūr; 30 de agosto de 1972 – 11 de setembro de 2001) foi o piloto-sequestrador do Voo American Airlines 77, colidindo o avião no Pentágono como parte dos ataques de 11 de setembro.
Hanjour chegou aos Estados Unidos pela primeira vez em 1991, matriculando-se na Universidade do Arizona, onde estudou inglês por alguns meses antes de retornar a Arábia Saudita no início do próximo ano. Ele voltou aos Estados Unidos em 1996, estudando inglês na Califórnia antes de começar a ter aulas de vôo no Arizona. Ele recebeu seu certificado de piloto comercial em 1999 e voltou para a Arábia Saudita, sua terra natal, para encontrar um emprego como piloto comercial. Hanjour se candidatou à escola de aviação civil em Jidá, mas foi recusado. Hanjour deixou sua família no final de 1999, dizendo que viajaria aos Emirados Árabes Unidos para encontrar trabalho. De acordo com Khalid Sheikh Mohammed, Osama bin Laden ou Mohammed Atef identificou Hanjour em um campo de treinamento do Afeganistão como piloto treinado e o selecionaram para participar dos ataques de 11 de setembro.[carece de fontes?]
Hanjour voltou aos Estados Unidos em dezembro de 2000. Ele se juntou a Nawaf al-Hazmi em San Diego, e eles imediatamente partiram para o Arizona, onde Hanjour fez uma atualização em seu treinamento de piloto. Em abril de 2001, eles se mudaram para Falls Church e depois para Paterson, no final de maio, onde Hanjour recebeu treinamento adicional de voo.
Hanjour retornou à área metropolitana de Washington, D.C. em 2 de setembro de 2001, registrando-se em um motel em Laurel, Maryland. Em 11 de setembro, Hanjour embarcou no voo 77 da American Airlines, assumiu o controle da aeronave depois que sua equipe de sequestradores ajudou a subjugar os pilotos, passageiros e tripulação, e levou o avião para o Pentágono como parte dos ataques de 11 de setembro. O acidente matou todos os 64 passageiros a bordo do avião e 125 pessoas no Pentágono.